# Paul Marguerite de La Charlonie
Paul Marguerite de La Charlonie né à Paris en 1844 et mort à Laon le 26 octobre 1921 est un ingénieur, industriel et collectionneur d'antiquités français.

## Biographie
Ancien élève de l'École centrale des arts et manufactures, Paul Marguerite de la Charlonie achète en 1868 une usine d'alun à Urcel. Il se prend de passion pour l'Antiquité grecque lors d'une croisière en 1898 et consacre le reste de sa vie à la constitution d'une collection destinée à établir une histoire de l'art grec. Il suit à l'École du Louvre les cours d'Edmond Pottier qui devient par la suite son ami, ainsi que ceux de Maxime Collignon et Ernest Babelon. Il meurt en 1921. Jérôme Carcopino le décrivait comme un homme « que ses revenus avaient affranchi de tous soucis matériels et qui se livrait à ses deux passions : l'archéologie et la photographie ».
Paul Marguerite de la Charlonie se distingue également par un engagement particulier pour le développement des musées d'art grec antique. Il déplore en effet que l'art grec soit trop souvent confondu avec l'art romain. Plus encore, dans des articles à l'antigermanisme exacerbé, il exhorte les musées français à dépasser les musées allemands, plus modernes, aux collections plus complètes. Il lance en 1915 un appel pour créer un musée de l'hellénisme antique et moderne dans la Revue archéologique. Faute de fonds, le projet est abandonné. 
À son décès, il lègue à la Société des lettres de Nice la villa Carlonia, située 13, rue Maccarani, « sous la condition expresse de respecter la construction existante ». Il lègue également au musée des Beaux-Arts de Rouen des portraits de famille ainsi que des « objets d'art, tableaux, bronzes, marbres, faïences, sauf ce que les musées du Louvre et de Cluny jugeront dignes de leurs collections ». Sa collection d'antiques revient au musée Guimet, à l'exception de quelques objets pour le musée du Louvre (parmi lesquels une statuette en albâtre représentant saint Vincent, inventaire R.F. 2294), le musée de la manufacture de Sèvre, le musée des arts décoratifs. Le reste de ses biens est donné pour moitié à l'Académie des Sciences et l'autre moitié à l'Académie des inscriptions et belles-lettres.  
Cependant, les conditions liées au legs de sa collection d'antiques sont telles que le musée Guimet refuse le don qui finit, en 1937, par être attribué au musée de Laon.

## Collection
Paul Marguerite de la Charlonie commence à collectionner à la suite de son voyage en Grèce de 1898. Il achète des antiquités lors de ses nombreux voyages en Grèce, en Turquie, en Italie ou en Égypte ainsi que chez des marchands d'art et d'antiquités parisiens. Il se fait conseiller par son ancien professeur et ami Edmond Pottier et rassemble ainsi jusqu'à son décès près de 1 600 objets parmi lesquels on retrouve des vases, des figurines en terre cuite et des sculptures en marbre datés de l'âge du bronze jusqu'aux premiers siècles après Jésus Christ. 
Les conditions du legs au musée Guimet ayant été jugées trop restrictives, c'est finalement le musée d'Art et d'Archéologie de Laon qui reçoit en 1937 la collection. Conservées en caisses dans les réserves, les œuvres de la collection de Paul Marguerite de la Charlonie échappent aux destructions et pillages de la Seconde Guerre mondiale. 
La collection serait ainsi un des ensembles les plus importants de ce type en France, après les collections du Louvre. 

### Écrits de Paul Marguerite de La Charlonie
- Paul Marguerite-Delacharlonny, Louis-Alexis Caby (1795-1882), Paris, A.Quantin, 1883, 4 p. (BNF 4-LN27-34052)
- Paul Marguerite-Delacharlonny, « Sur l’hydrate type du sulfate d’alumine neutre », Annales de chimie et de physique, no 6, tome 1.,‎ 1884, p.425-432.
- Paul Marguerite de La Charlonie, « Tribune libre », L’Art et les artistes, revue mensuelle d’art ancien et moderne,‎ 1907, p.370-372
- Paul Marguerite de La Charlonie, « Sur les vases dits enfumés », Revue des Études Grecques, no 20, fascicule 18,‎ 1907, p.232-239
- Paul Marguerite de La Charlonie, « Création à Paris d’un musée de l’Hellénisme antique et moderne », Revue archéologique, no 2,‎ juillet-décembre 1915, p.228-235